# Паскуато, Кристиан
Кристиа́н Паскуа́то (итал. Cristian Pasquato; род. 20 июля 1989, Падуя, Венеция) — итальянский футболист, атакующий полузащитник клуба «Губбио».

## Карьера

### Клубная
Паскуато присоединился к «Ювентусу» в 2003 году. В сезоне 2006/07 был введён в состав первой команды, дебют состоялся в сезоне 2007/08. 24 августа 2008 года был отдан в годовую аренду в «Эмполи». 1 июля 2009 года вернулся в «Ювентус», но руководство приняло решение продлить аренду ещё на один год. В первой половине сезона 2009/10, проведённого с «Эмполи» в Серии B, Паскуато провёл 12 матчей и отметился одним забитым мячом. Во время зимнего трансферного окна вернулся в «Ювентус», но был тут же вновь отдан в аренду — на этот раз в «Триестину», также выступавшую в Серии B. В новой команде 16 раз выходил на поле и забил один гол, но этого оказалось недостаточно, чтобы спасти команду от вылета в Серию C1. 6 августа 2010 года отправился в аренду в «Модену». Летом 2011 года вернулся в «Ювентус» и провёл с командой всю предсезонную подготовку, произведя хорошее впечатление на нового главного тренера команды Антонио Конте, однако руководство приняло решение вновь отдать Паскуато в аренду, но уже в клуб Серии A. 31 августа 2011 года, в последний день трансферного окна, было объявлено о переходе Паскуато в «Лечче» на правах годичной аренды. Однако 28 января 2012 года был отозван «Ювентусом» из аренды. 29 января было объявлено о переходе Паскуато в «Торино» на правах аренды до конца сезона.
9 августа 2016 года был отдан в годичную аренду в российский клуб премьер-лиги «Крылья Советов» Самара. В чемпионате дебютировал 26 августа: в домашнем матче 5-го тура против «Уфы» вышел на замену на 79-й минуте вместо Сергея Ткачёва.

### В сборной
25 марта 2009 года дебютировал в составе молодёжной сборной Италии в товарищеской игре против сборной Австрии.

## Статистика
| Выступление               | Выступление      | Выступление      | Лига | Лига | Кубок | Кубок | Еврокубки | Еврокубки | Итого | Итого |
| Клуб                      | Лига             | Сезон            | Игры | Голы | Игры  | Голы  | Игры      | Голы      | Игры  | Голы  |
| ------------------------- | ---------------- | ---------------- | ---- | ---- | ----- | ----- | --------- | --------- | ----- | ----- |
| Ювентус                   | Серия А          | 2007/08          | 1    | 0    | 0     | 0     | 0         | 0         | 1     | 0     |
| Ювентус                   | Итого            | Итого            | 1    | 0    | 0     | 0     | 0         | 0         | 1     | 0     |
| → Эмполи                  | Серия В          | 2008/09          | 23   | 1    | 2     | 0     | 0         | 0         | 25    | 1     |
| → Эмполи                  | Серия В          | 2009/10          | 9    | 1    | 1     | 0     | 0         | 0         | 10    | 1     |
| → Эмполи                  | Итого            | Итого            | 32   | 2    | 3     | 0     | 0         | 0         | 35    | 2     |
| → Триестина               | Серия В          | 2009/10          | 16   | 1    | 0     | 0     | 0         | 0         | 16    | 1     |
| → Триестина               | Итого            | Итого            | 16   | 1    | 0     | 0     | 0         | 0         | 16    | 1     |
| → Модена                  | Серия В          | 2010/11          | 40   | 9    | 2     | 0     | 0         | 0         | 42    | 9     |
| → Модена                  | Итого            | Итого            | 40   | 9    | 2     | 0     | 0         | 0         | 42    | 9     |
| → Лечче                   | Серия А          | 2011/12          | 11   | 0    | 0     | 0     | 0         | 0         | 11    | 0     |
| → Лечче                   | Итого            | Итого            | 11   | 0    | 0     | 0     | 0         | 0         | 11    | 0     |
| → Торино                  | Серия В          | 2011/12          | 3    | 1    | 0     | 0     | 0         | 0         | 3     | 1     |
| → Торино                  | Итого            | Итого            | 3    | 1    | 0     | 0     | 0         | 0         | 3     | 1     |
| → Болонья                 | Серия А          | 2012/13          | 15   | 2    | 3     | 2     | 0         | 0         | 18    | 4     |
| → Болонья                 | Итого            | Итого            | 15   | 2    | 3     | 2     | 0         | 0         | 18    | 4     |
| → Падова                  | Серия В          | 2013/14          | 37   | 7    | 2     | 1     | 0         | 0         | 39    | 8     |
| → Падова                  | Итого            | Итого            | 37   | 7    | 2     | 1     | 0         | 0         | 39    | 8     |
| → Пескара                 | Серия В          | 2014/15          | 37   | 7    | 1     | 0     | 0         | 0         | 38    | 7     |
| → Пескара                 | Серия В          | 2015/16          | 15   | 1    | 0     | 0     | 0         | 0         | 15    | 1     |
| → Пескара                 | Итого            | Итого            | 52   | 8    | 1     | 0     | 0         | 0         | 53    | 8     |
| → Ливорно                 | Серия В          | 2015/16          | 19   | 4    | 0     | 0     | 0         | 0         | 19    | 4     |
| → Ливорно                 | Итого            | Итого            | 19   | 4    | 0     | 0     | 0         | 0         | 19    | 4     |
| → Крылья Советов (Самара) | РФПЛ             | 2016/17          | 22   | 4    | 2     | 0     | 0         | 0         | 24    | 4     |
| → Крылья Советов (Самара) | Итого            | Итого            | 22   | 4    | 2     | 0     | 0         | 0         | 24    | 4     |
| Всего за карьеру          | Всего за карьеру | Всего за карьеру | 248  | 38   | 13    | 3     | 0         | 0         | 261   | 41    |